# Тропоміозин

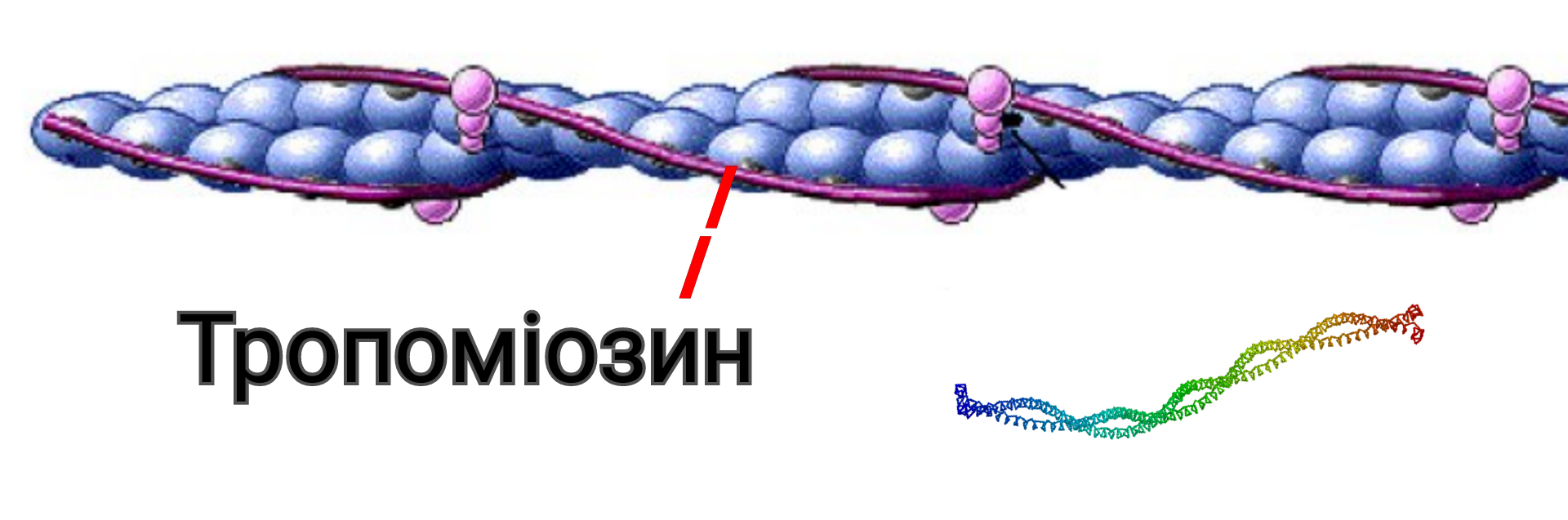
Тропоміозин

Тропоміозин —  фібрилярний білок, який являє собою паличкоподібну молекулу довжиною приблизно 40 нанометрів, шириною 20 Å і молекулярною масою від 65 до 70 кДа.Складається з двох перевитих  α-спіралей та розміщений між двома сусідніми ланцюгами актину
Тропоміозин зв'язується в єдиний комплекс з F-актином в ділянці вигину молекули, забезпечуючи її стабільність. По довжині тропоміозин дорівнює 7 субодиницям G-актину, при цьому контактує тільки з однією з ниткоподібних структур F-актину. Крім цього, тропоміозин спільно з тропоніном бере участь у регуляції взаємодії актину з міозином. Він складається з двох субодиниць α і β, причому існує декілька ізоформ α-субодиниць: α1, α3, α4. 
У скелетних м'язах тропоміозин становить близько 3 % від загального м'язового білка.

## Функція
Поширення потенціалу дії до Т-трубочок призводить до відкриття потенціалзалежних Ca2+ каналів цистерн саркоплазматичного ретикулуму і виходу кальцію в саркоплазму. Йони зв'язуються з тропоніном C, що призводить до зміни конформації білка тропоміозину, завдяки чому відкриваються активні центри актину, і починається цикл утворення поперечних актино-міозинових містків.

## Різноманіття
Тропоміозини поділяють на дві групи:
- М'язові тропоміозини: беруть участь у регулюванні взаємодії між актином та міозином у м'язовому саркомері та відіграють центральну роль у регульованому скороченні м'язів.
- Нем'язові тропоміозину: функціонують у всіх клітинах, як м'язових, так і нем'язових, і беруть участь у низці клітинних регуляторних процесів, які контролюють і регулюють цитоскелет клітини та інші важливі клітинні функції.[1]

## Захворювання
Зміни в генах, що кодують одну з субодиниць тропоміозину, можуть призвести до спадкових захворювань.
Мутації у α1 призводять до таких захворювань як:
- Гіпертрофічна кардіоміопатія (CMH3)
- Дилатаційна кардіоміопатія (CMD1Y)

Мутації у α3:
- Немалінова міопатія 1 (NEM1, Nemaline myopathy)
- Папілярний рак щитоподібної залози (PACT)

Мутації у β:
- Немалінова міопатія-4 (NEM4)
- Arthrogryposis multiplex congenita (DA1)